# Густаво Куельяр
Густаво Куельяр (ісп. Gustavo Cuéllar, нар. 14 жовтня 1992, Барранкілья) — колумбійський футболіст, півзахисник клубу «Фламенго» та національну збірну Колумбії.

## Клубна кар'єра
Народився 14 жовтня 1992 року в місті Барранкілья. Вихованець футбольної школи клубу «Депортіво Калі». 12 липня 2009 року в матчі проти «Енвігадо» він дебютував у чемпіонаті Колумбії. У 2010 році Густаво допоміг «Депортіво Калі» завоювати Кубок Колумбії. У 2012 році Куельяр став основним футболістом клубу. 2 лютого 2013 року у поєдинку проти «Онсе Кальдаса» він забив свій перший гол за клуб. Всього за рідний клуб провів п'ять сезонів, взявши участь у 118 матчах чемпіонату. Більшість часу, проведеного у складі «Депортіво Калі», був основним гравцем команди.
У 2014 році Густаво на правах оренди перейшов в «Атлетіко Хуніор». 27 липня в матчі проти клубу «Уніаутонома» він дебютував за нову команду. У складі «Хуніор» Куельяр двічі став срібним призером чемпіонату і вдруге завоював Кубок Колумбії.
На початку 2016 року Густаво перейшов у Бразильський «Фламенго». 18 лютого в матчі проти клубу «Амеріка Мінейро» він дебютував у бразильській Серії A. У 2017 році виграв Лігу Каріоку та став фіналістом Південноамериканського кубка, а в 2019 році знову став з командою чемпіоном штату. Станом на 23 червня 2019 року відіграв за команду з Ріо-де-Жанейро 73 матчі в національному чемпіонаті.

## Виступи за збірні
2009 року дебютував у складі юнацької збірної Колумбії (U-17), з якою того ж року поїхав на юнацькому чемпіонаті світу в Нігерії. На турнірі він зіграв у семи матчах і у поєдинку проти Гамбії зробив дубль, а його збірна стала четвертою.
2011 року залучався до складу молодіжної збірної Колумбії на молодіжний чемпіонат Південної Америки в Перу, де зіграв у п'яти іграх, а збірна зайняла шосте місце.
9 вересня 2015 року дебютував в офіційних іграх у складі національної збірної Колумбії в товариському матчі проти збірної Перу.
Влітку 2019 року Густаво був включений в заявку для участі в Кубку Америки в Бразилії. У третьому матчі в групі проти Парагваю він відзначився голом на 31-й хвилині і встановив остаточний рахунок у матчі — 1:0, який дозволив колумбійцям вийти в плей-оф з першого місця.
| Дата      | Місто          | Господарі      | Результат | Гості    | Турнір                       | Голи | Примітки |
| --------- | -------------- | -------------- | --------- | -------- | ---------------------------- | ---- | -------- |
| 8-9-2015  | Гаррісон       | Колумбія       | 1 – 1     | Перу     | товариський матч             | -    | 46'      |
| 29-3-2016 | Барранкілья    | Колумбія       | 3 – 1     | Еквадор  | Відбір до ЧС 2018            | -    | 84' 89'  |
| 26-1-2017 | Ріо-де-Жанейро | Бразилія       | 1 – 0     | Колумбія | товариський матч             | -    | 69'      |
| 11-9-2018 | Іст-Ратерфорд  | Аргентина      | 0 – 0     | Колумбія | товариський матч             | -    | 62'      |
| 26-3-2019 | Сеул           | Південна Корея | 2 – 1     | Колумбія | товариський матч             | -    | 65'      |
| 9-6-2019  | Ліма           | Перу           | 0 – 3     | Колумбія | товариський матч             | -    | 66'      |
| 23-6-2019 | Салвадор       | Колумбія       | 1 – 0     | Парагвай | Копа Америка 2019 - 1-й етап | 1    |          |
| Усього    |                | Матчів         | 7         |          | Голів                        | 1    |          |

## Титули і досягнення
- Володар Кубка Колумбії (2):

«Депортіво Калі»: 2010
«Атлетіко Хуніор»: 2015
- Переможець Суперліги Колумбії (1):

«Депортіво Калі»:  2014
- Переможець Ліги Каріока (1):

«Фламенго»: 2017, 2019
- Чемпіон Саудівської Аравії (3):

«Аль-Гіляль»: 2019-20, 2020-21, 2021-22
- Володар Королівського кубка Саудівської Аравії (2):

«Аль-Гіляль»: 2019-20, 2022-23
- Володар Суперкубка Саудівської Аравії (1):

«Аль-Гіляль»: 2021
- Переможець Ліги чемпіонів АФК (2):

«Аль-Гіляль»: 2019, 2021
Збірні
- Бронзовий призер Кубка Америки: 2021